# Jean de Trie
Jean Ier de Dammartin ou Jean II de Trie (c. 1225 - 11 juillet 1302), est comte de Dammartin. Il est le fils de Mathieu Ier de Trie, maréchal de France et de Marsilie de Montmorency. Il a également laissé des chansons, dont Li lons consirs et La grans volentés, et apparaît ainsi dans les listes de trouvères.

## Biographie
Il succède à son père, Mathieu, seigneur de Trie et Mouchy, à la mort de ce dernier en 1272. On lui attribue quelques chansons courtoises,.
Combattant aux côtés des Français contre les Flamands, Jean trouve la mort le 11 juillet 1302 à la bataille des Éperons d'or près de Courtrai.

## Mariage et descendance
Jean de Dammartin est marié en premières noces à Ermengarde, puis à Yolande, fille de Jean Ier de Dreux et veuve d'Amaury II de Craon, qui lui donne six enfants :
- Jean de Trie ;
- Renaud III de Dammartin (ou Renaud II de Trie, ou Renaud Ier de Trie-Dammartin), comte de Dammartin, fait chevalier en 1313 par le roi Philippe IV le Bel et qui lui succède. Marié vers 1290 à Philippa de Beaumont, veuve de Geoffroi de Joinville, seigneur d'Alise, et fille de Pierre de Beaumont Grand-Chambrier de Sicile et de Jeanne Drouard de Chamerolles ;
- Philippe de Dammartin, prêtre et trésorier à Bayeux, conseiller du roi ;
- Jean de Dammartin, seigneur de Mouchy, sénéchal de Toulouse et de l'Albigeois, sert en Gascogne en 1326 sous Mathieu III de Trie ;
- Mahaut de Dammartin, dame de Saint-Aubin, épouse en 1298 Henri II de Vergy (mort en 1333) ;
- Aliénor de Dammartin.